# Wladimir Nikolajewitsch Bakulin
Wladimir Nikolajewitsch Bakulin (russisch Владимир Николаевич Бакулин; * 3. September 1939 in Kljutschi; † 10. Dezember 2012) war ein sowjetischer Ringer, Weltmeister 1967 und Gewinner der Silbermedaille bei den Olympischen Spielen 1968.

## Werdegang
Wladimir Bakulin, ein Russe, wuchs in Kasachstan auf und begann dort als Jugendlicher mit dem Ringen. Er konzentrierte sich dabei auf den griechisch-römischen Stil. Nach schnellen Fortschritten wurde er in ein Ringerzentrum in Alma-Ata (heute Almaty) delegiert und dort zu einem Weltklasseringer ausgebildet. In der Sowjetunion hatte er aber zunächst eine harte Konkurrenz zu überwinden, ehe er sich für internationale Meisterschaften qualifizieren konnte. Die Breite an Spitzenringern in den einzelnen Gewichtsklassen war damals in der Sowjetunion ungewöhnlich hoch. Seine Hauptkonkurrenten, gegen die es sich durchzusetzen galt, waren u. a. Sergej Rybalko, Iwan Kotschergin, Vladlen Trostjanski, Armais Sajadow und Witali Konstantinow, alles Olympiasieger, Welt- und Europameister in den Jahren kurz vor und kurz nach 1970, also in den Jahren, die auch die besten von Wladimir Bakulin waren.
1966 schaffte Wladimir Bakulin die Qualifikation für die Europameisterschaft in Essen im Fliegengewicht. Er überzeugte dort und gewann mit fünf Siegen und einem unentschieden verlaufenen Kampf gegen Boško Marinko aus Jugoslawien den EM-Titel. Ein Jahr später, 1967, wurde er bei der Weltmeisterschaft in Bukarest eingesetzt. Auch dort überzeugte Wladimir Bakulin und wurde Weltmeister, wobei ihm diesmal auch ein Sieg über Boško Marinko gelang.
Im Jahre 1968 fuhr Wladimir Bakulin als Favorit zu den Olympischen Spielen in Mexiko-Stadt. Er wusste auch dort durchaus zu überzeugen und kämpfte sich mit vier Siegen bis in das Finale. Dort traf er auf Petar Kirow aus Bulgarien, gegen den er mit 2:9 Punkten ziemlich deutlich unterlag und sich deshalb mit der Silbermedaille begnügen musste. Wie sich in den Folgejahren herausstellte, war die Niederlage gegen Kirow, den er im Vorfeld der Spiele auch schon besiegt hatte, keine Schande, denn dieser Ringer entwickelte sich in den nächsten Jahren zu einem der erfolgreichsten Fliegengewichtler der Welt im griech.-röm. Stil, der jemals auf der Matte stand.
1970 startete Wladimir Bakulin in Edmonton letztmals bei einer Weltmeisterschaft. Er war aber nicht mehr in der Form der vorherigen Jahre und musste sich nach einer Niederlage gegen den Japaner Saburo Sugiyama mit dem 7. Platz zufriedengeben. Danach wurde er bei keinen internationalen Meisterschaften mehr eingesetzt.

## Internationale Erfolge
(OS = Olympische Spiele, WM = Weltmeisterschaft, EM = Europameisterschaft, GR = griech.-röm. Stil, Fl = Fliegengewicht, Ba = Bantamgewicht, damals bis 52 kg bzw. 57 kg Körpergewicht)
- 1965, 1. Platz, „Iwan-Podubbny“-Turnier in Moskau, GE, Fl, vor Iwan Kotschergin, u. Iwan Michailischtschin, beide UdSSR;
- 1966, 1. Platz, EM in Essen, GR, Fl, mit Siegen über Raymond Fromageot, Frankreich, Imre Alker, Ungarn, Wassilios Ganotis, Griechenland, Reino Salimäki, Finnland u. Cornel Turturea, Rumänien u. einem Unentschieden gegen Boško Marinko, Jugoslawien;
- 1967, 1. Platz, „Iwan-Podubbny“-Turnier in Moskau, GR, Fl, vor Petar Kirow, Bulgarien, Karamat Agejew, UdSSR, Stefan Hajduk, Polen, Boško Marinko u. Miroslav Zeman, CSSR;
- 1967, 1. Platz, WM in Bukarest, GR, Fl, mit Siegen über Berthold Bitterling, DDR, Boško Marinko, Trond Martiniussen, Norwegen, Imre Alker u. Cornel Turturea u. einem Unentschieden gegen Angel Keresow, Bulgarien;
- 1967, 2. Platz, Vorolympisches Turnier in Mexiko-Stadt, GR, Fl, hinter Boško Marinko u. vor Petar Kirow u. Imre Alker;
- 1968, Silbermedaille, OS in Mexiko-Stadt, GR, Fl, mit Siegen über Richard Tamble, USA, Metin Cikmaz, Türkei, Ahmed Chahrour, Iran u. Imre Alker u. einer Niederlage gegen Petar Kirow;
- 1970, 7. Platz, WM in Edmonton, GR, Fl, mit einem Sieg über Andre Gaudinot, Frankreich, Unentschieden gegen Boško Marinko u. Ferooz Arlouzadeh, Iran u. einer Niederlage gegen Saburo Sugiyama, Japan;
- 1972, 2. Platz, Turnier in Klippan/Schweden, GR, Ba, hinter Bernd Radschinsky, DDR u. vor Ion Baciu, Rumänien u. Per Lindholm, Schweden;
- 1972, 2. Platz, „Nikola-Petrow“-Turnier in Warna, GR, Fl, hinter Petar Kirow u. vor József Doncsecz, Ungarn